# Genoa (Colorado)
Pour les articles homonymes, voir Genoa.
Genoa est une ville américaine située dans le comté de Lincoln dans le Colorado.
Selon le recensement de 2010, Genoa compte 139 habitants. La municipalité s'étend sur 0,36 milles carrés (0,93 km2).
Son nom provient probablement de la ville italienne de Gênes (Genoa en anglais).

## Démographie
| 1930 | 1940 | 1950 | 1960 | 1970 | 1980 |
| ---- | ---- | ---- | ---- | ---- | ---- |
| 218  | 214  | 257  | 185  | 161  | 165  |

| 1990 | 2000 | 2010 | - | - | - |
| ---- | ---- | ---- | - | - | - |
| 167  | 211  | 139  | - | - | - |